# Luna (voornaam)
Luna is een meisjesnaam. Het Latijnse woord luna betekent "maan".
Luna is de Romeinse godin van de maan. Ze is gelijk aan de Griekse maangodin Selene. Later werd ze gelijkgesteld aan Diana en Hekate.
Luna wordt in de alchemie wel geassocieerd met zilver.

## Trivia
- De naam Luna werd eind jaren 90 van de twintigste eeuw populair in Nederland.

## Bekende naamdragers
- Luna van Kampen, Nederlandse zangeres

## Bekende naamdragers in de literatuur
- Luna Lovegood of Loena Leeflang in Harry Potter en de Vuurbeker (boek) (2000) (verfilmd in 2005)